# Liste des maires de Nestier

## Maires
| Période                                  | Période                     | Identité             | Étiquette | Qualité |
| ---------------------------------------- | --------------------------- | -------------------- | --------- | ------- |
| Les données manquantes sont à compléter. |                             |                      |           |         |
| 1791                                     | 1792                        | Jean Pierre Refouilh |           |         |
|                                          |                             |                      |           |         |
| 1945                                     | 1971                        | Léonard Morère       |           |         |
| mars 1971                                | 1989                        | Alfred Claverie      |           |         |
| mars 1989                                | 2008                        | Hélène Castéran      |           |         |
| mars 2008                                | 2014                        | Raymond Castéran     |           |         |
| mars 2014                                | En cours (au 30 avril 2014) | Bernard Rouède       |           |         |

## Personnalités
La commune a connu des périodes de progrès significatives sous l'impulsion des maires qui ont servi la collectivité avec enthousiasme et dévouement.
M. Jean-Pierre Refouil (encore écrit Refouilh), né à Nestier en 1761, est le premier d'entre eux. Il fut successivement maire de Nestier en 1791, député à l'assemblée baillagère de Verdun-sur-Garonne, juge de paix le 15 décembre 1791, administrateur du district de la Neste en 1792, capitaine d'une compagnie du bataillon de la Neste lors de la levée en masse en 1793 et nommé au nouveau Directoire de la Neste en 1794.
M. Portes : médecin, frère du poète Jules Portes, maire de Nestier alors chef-lieu de canton, créateur d'un établissement d'enseignement privé au village appelé l'institution Portes comptant un pensionnat primaire et secondaire.
M. Dutrey, acteur principal dans « l'Affaire du transfert du chef-lieu de canton de Nestier à Saint-Laurent-de-Neste » et dans la construction du Calvaire du Mont-Arès (années 1860 - 1870).
M. Antoine Claverie. Sous son mandat de maire : restauration de l'église paroissiale en 1901, construction des écoles de filles et de garçons en 1903, délocalisation et aménagement du nouveau cimetière dans le quartier de La Hounte
M. Auguste Refouil, né en 1887 à Nestier, notaire et maire, a doté le village de sa première installation d'eau courante en 1927, réalisée définitivement en 1932. Poète gascon et écrivain, il est l'auteur d'intéressantes variétés littéraires publiées dans Le Temps.
Mme Hélène Castéran, professeur de collège et maire de Nestier de 1989 à 2008, a mené à bien au cours de ses trois mandats, avec l'aide des acteurs territoriaux et associatifs, la restauration du Calvaire du Mont-Arès, œuvre majeure pour le village débutée en 1984 sous le mandat d'Alfred Claverie (maire de 1971 à 1989) et achevée en 2000 avec l'inauguration de la chapelle haute.